# Sumurgintung
Sumurgintung is een bestuurslaag in het regentschap Subang van de provincie West-Java, Indonesië. Sumurgintung telt 4180 inwoners (volkstelling 2010).